# Laurussia

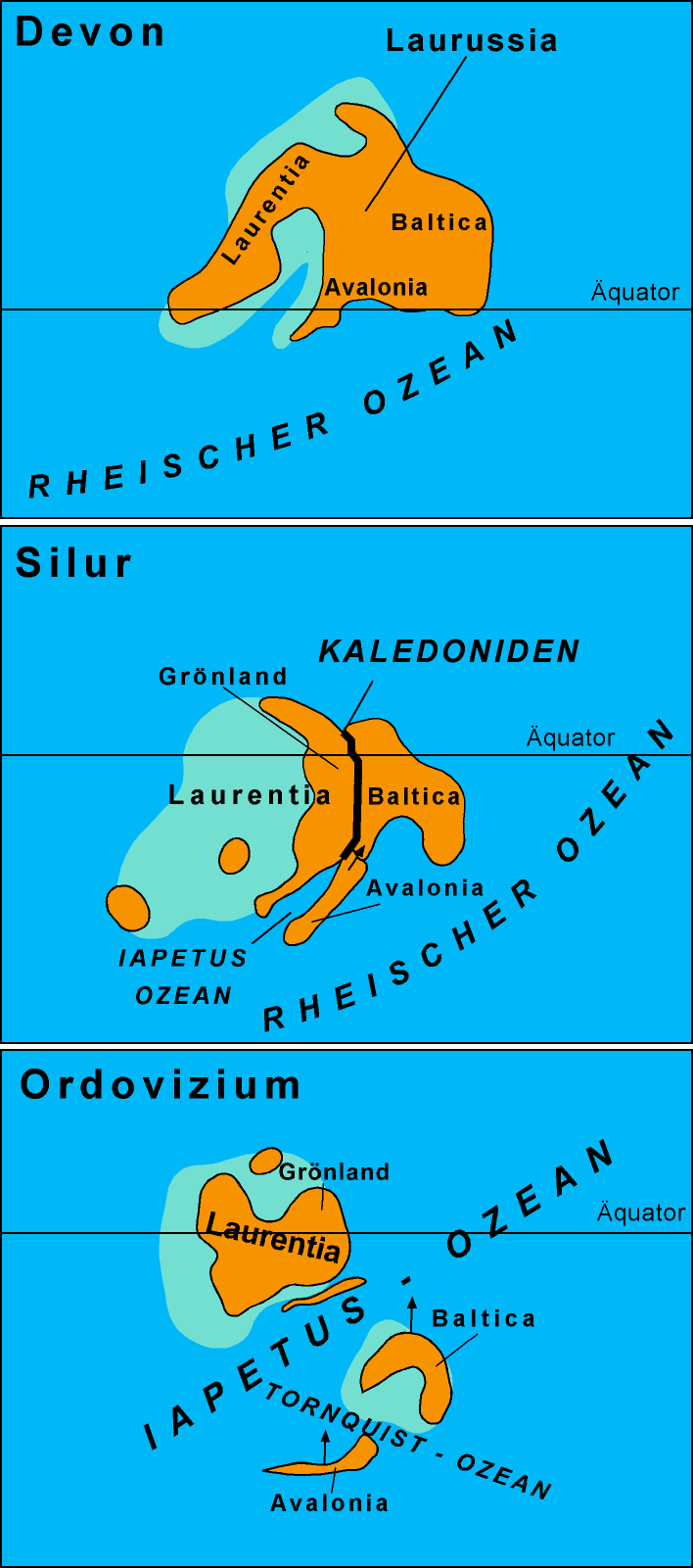
Darstellung der paläogeographischen Entwicklung von Avalonia, Baltica und Laurentia vom Ordovizium bis in das Devon

Laurussia (auch Euramerika oder Euroamerika) ist in der Erdgeschichte die Bezeichnung für einen Kontinent, der im Laufe des Silur durch die Kollision von Laurentia und Baltica/Avalonia entstanden war und bis ins Oberkarbon eine eigenständige Entwicklung hatte. In anderen Publikationen ist für diesen erdgeschichtlichen Kontinent auch der Begriff Euramerika zu finden. Der in den älteren Publikationen häufig benutzte Begriff Old-Red-Kontinent ist ebenfalls ein Synonym für Laurussia. Der Begriff ist jedoch sehr ungenau definiert und bezeichnet im Grunde eine regionalgeologische Einheit, die durch das Vorkommen des Old-Red-Sandsteins charakterisiert ist.

## Namensgebung
Der Name Laurussia als Bezeichnung für den aus Laurentia und Baltica gebildeten Großkontinent erscheint erstmals in einer Publikation einer Autorengruppe um Alfred M. Ziegler, die 1977 in der Serie Milwaukee Public Museum Special Publications in Biology and Geology veröffentlicht wurde. In der fast gleichzeitig in der Zeitschrift Tectonophysics erschienenen Arbeit einer weiteren, wiederum von Alfred M. Ziegler angeführten Autorengruppe wurde der Name Euramerika für diesen erdgeschichtlichen Kontinent eingeführt. Beide Namen wurden in der Folge annähernd gleich häufig benutzt. Heute hat sich die Benennung Laurussia jedoch weitgehend durchgesetzt.

## Laurussia als eigenständiger Kontinent der Erdgeschichte

Laurussia im Devon

Zu Beginn des Kambriums vor ca. 540 Mio. Jahren existierten vier größere Landmassen bzw. Kontinente, Laurentia, Baltica, Gondwana und Sibiria, sowie sicher noch eine Reihe kleinerer Krustenblöcke. Im Silur kollidierten Baltica und Laurentia unter Schließung des dazwischenliegenden Iapetus-Ozeans zu Laurussia. Im Oberkarbon (vor ca. 310 Mio. Jahren) vereinigte sich unter Schließung des Rheischen Ozeans Laurussia mit Gondwana. Nachdem im Unterperm noch Sibiria an Laurussia akkretiert war, hatte sich so der Superkontinent Pangaea gebildet, der sich vom Nordpol bis zum Südpol erstreckte.